# Kari Diesen

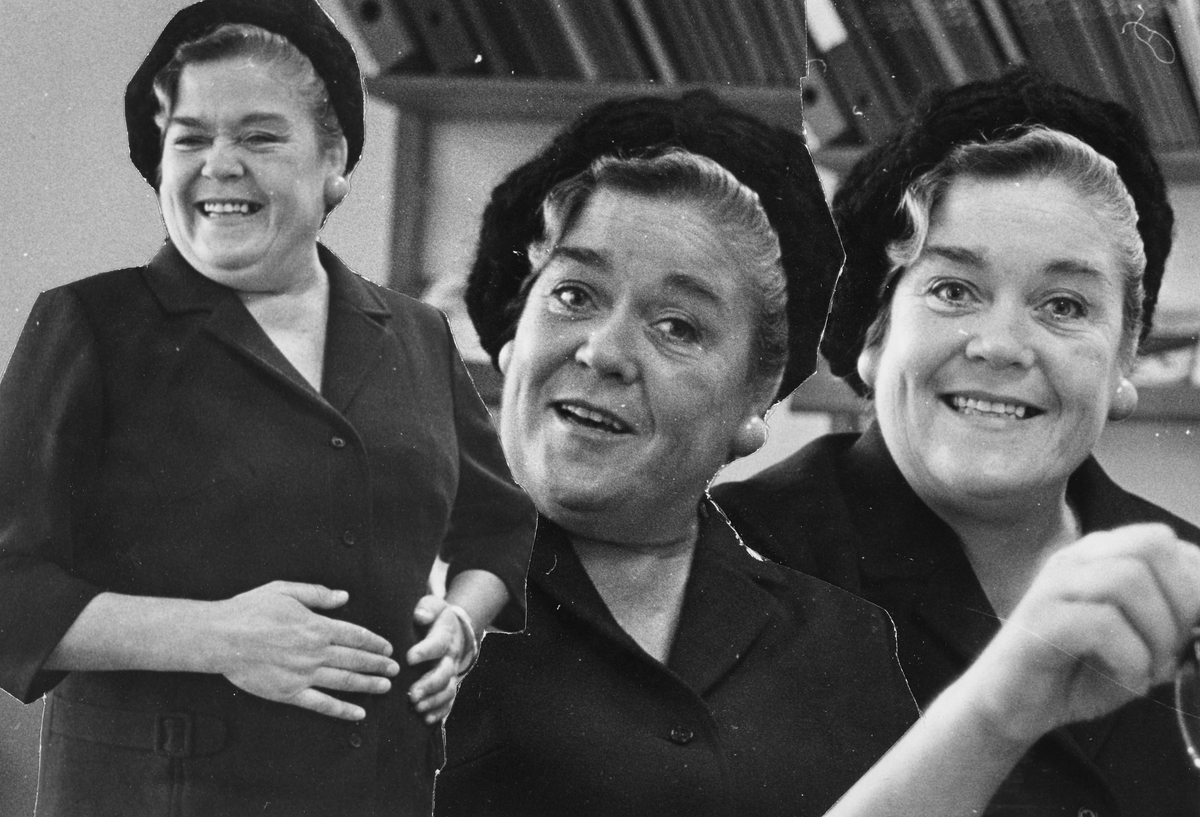
Kari Diesen, 1960

Kari Diesen (* 24. Juni 1914 in Kristiania, heute Oslo als Kari Heide Steen; † 18. März 1987 ebenda) war eine norwegische Schauspielerin und Sängerin. Bekanntheit erlangte sie vor allem als Revue-Darstellerin.

## Leben
Diesen kam im Jahr 1914 als Tochter des Schauspielers Harald Martinius Steen (1886–1941) sowie der Schauspielerin und Sängerin Signe Gunhild Heide (1881–1959) zur Welt. Auch ihr älterer Bruder Harald Heide Steen war als Schauspieler tätig. Nach der Mittelschule begann Diesen eine Ausbildung zur Friseurin. Im Alter von 15 Jahren wurde sie Balletttänzerin unter Ernst Rolf. Sie wurde schließlich von Victor Bernau entdeckt, unter dem sie im Jahr 1930 im Theaterlokal Casino in Oslo debütierte. Diesen trug dabei Lieder und Parodien vor. Es folgten weitere Auftritte in verschiedenen Revuen. Im Jahr 1937 heiratete sie den Schauspieler Ernst Diesen, den sie 1936 kennengelernt hatte.
In der Zeit von 1937 bis 1953 gehörte Diesen zum fest angestellten Ensemble des Theaters Chat Noir. Anschließend war sie bis 1959 am Theater Edderkoppen tätig. Nach ihrer Zeit an diesem Theater ging sie kein festes Engagement mehr ein und arbeitete unter anderem für das Radio und das Fernsehen. Des Öfteren trat sie in Sketchen gemeinsam mit ihrem Ehemann auf. Von 1941 bis 1985 spielte sie in 24 Filmen mit. Als Sängerin gab sie im Jahr 1938 ihre ersten Platten heraus.
Nach dem Tod ihres Ehemanns im Jahr 1970 zog sie sich weitgehend aus der Öffentlichkeit zurück. Im Jahr 1980 machte sie beim 70-Jahr-Jubiläum ein Comeback. Das Comeback führte zu einem größeren Erfolg und sie sang anschließend das Album Det Hender Så Mangt ein. Beim Musikpreis Spellemannprisen 1980 erhielt sie in der Folge den Ehrenpreis. Im Jahr 1982 kam ihre Autobiografie Kari for åpen scene heraus, die sich zu einem Bestseller entwickelte.

## Auszeichnungen
- 1980: Spellemannprisen (Ehrenpreis der Jury)[3]

## Filmografie (Auswahl)
- 1941: Den forsvundne pølsemaker
- 1943: Hansen og Hansen
- 1946: Et spøkelse forelsker seg
- 1949: Svendsen går videre
- 1950: To mistenkelige personer
- 1953: Brudebuketten
- 1955: Savnet siden mandag
- 1955: Ute blåser sommarvind
- 1956: Kvinnens plass
- 1957: Smuglere i smoking
- 1959: Støv på hjernen
- 1961: Sønner av Norge
- 1966: Hurra for Andersens
- 1968: Festival i Venedig
- 1969: Olsen-Banden
- 1972: Marikens bryllup
- 1975: Eiszeit
- 1980: Slim sala bim